# Bạn ở bên chúng tôi hoặc chống lại chúng tôi
Trong chính trị và quan hệ quốc tế, cụm từ "Bạn ở bên chúng tôi hoặc chống lại chúng tôi" và các biến thể tương tự được sử dụng để mô tả những tình huống bị phân cực, ép buộc nhân chứng hay người ngoài cuộc hoặc những người khác không liên can với một số xung đột trước đó phải trở thành đồng minh với mình hoặc mất sự ưu ái. Hệ quả ngụ ý của việc không tham gia một đội sẽ bị coi là kẻ thù. Một ví dụ là tuyên bố của cựu Tổng thống Hoa Kỳ George W. Bush, ông đã nói sau ngày 11/9 tại lễ ra mắt chiến dịch chống khủng bố của ông: "Mọi quốc gia, trong mọi khu vực, bây giờ có một quyết định để thực hiện. Hoặc là bạn đứng về phía chúng tôi, hoặc là bạn đứng về phía những kẻ khủng bố."
Tuyên bố là sự xác định niềm tin của người nói và do đó về mặt chính trị cơ bản không được xem là một kết luận hợp lý. Điều đó đơn giản chỉ là một lời nói, đôi khi là một sự phân biệt sai lầm và là một chọn lựa khó xử. Đó là một ngụy biện không chính thức.
Một số tuyên bố như thế là cách thuyết phục người khác buộc họ lựa chọn các bên trong một cuộc xung đột mà không cho phép họ được chọn vị trí trung lập. Chỉ khi không có lựa chọn thay thế nào như một vị trí có tính chất trung lập thì cụm từ đó giữ giá trị như một kết luận hợp lý. Các cụm từ chỉ là một dạng lập luận.